# Waltzing Anna
Waltzing Anna es una película estadounidense de comedia de 2006, dirigida por Bx Giongrete y Doug Bollinger, escrita por este último junto a Robert Capelli Jr. y Guy Shockley, musicalizada por Tony McAnaney, en la fotografía estuvo Yaron Orbach y el elenco está compuesto por Margery Beddow, Robert Capelli Jr., Emmanuelle Chriqui y Stephen McKinley Henderson, entre otros. El filme fue producido por Baxter Films, Evolving Productions y Ursa FilmWorks; se estrenó el 11 de agosto de 2006.

## Sinopsis
Al doctor Charlie Keegan lo fuerzan a pasar seis meses atendiendo a pacientes en una clínica psiquiátrica, sin que su abogado pueda hacer algo. En el lugar surge un romance impensado con la enfermera, y sus nuevos pacientes lo convierten en una persona comprensiva, que pelea por el bienestar de la gente que él desatendió alguna vez.